# Versace
Versace é uma marca italiana de moda de luxo fundada em 1978 por Gianni Versace. Após o assassinato de Gianni em 1997, a sua irmã, Donatella Versace, tornou-se a diretora artística da marca e o seu irmão, Santo Versace, tornou-se o presidente da marca.
A primeira loja desta marca foi aberta em Milão, na Via della Spiga, e começou logo a ser um sucesso. Hoje em dia, a Versace é uma das mais importantes marcas de moda voltada ao luxo e glamour de todo o mundo, desenhando e vendendo roupas, acessórios, perfumes, cosméticos, artigos de decoração para o lar e joias.
Além dos negócios ligados ao mundo da moda, a Versace é também proprietária de um resort na Austrália, chamado Palazzo Versace, estando a unidade dos Emirados Árabes em construção.
Em setembro de 2018, o grupo Michael Kors anunciou a compra da marca por US$2,12 bilhões.

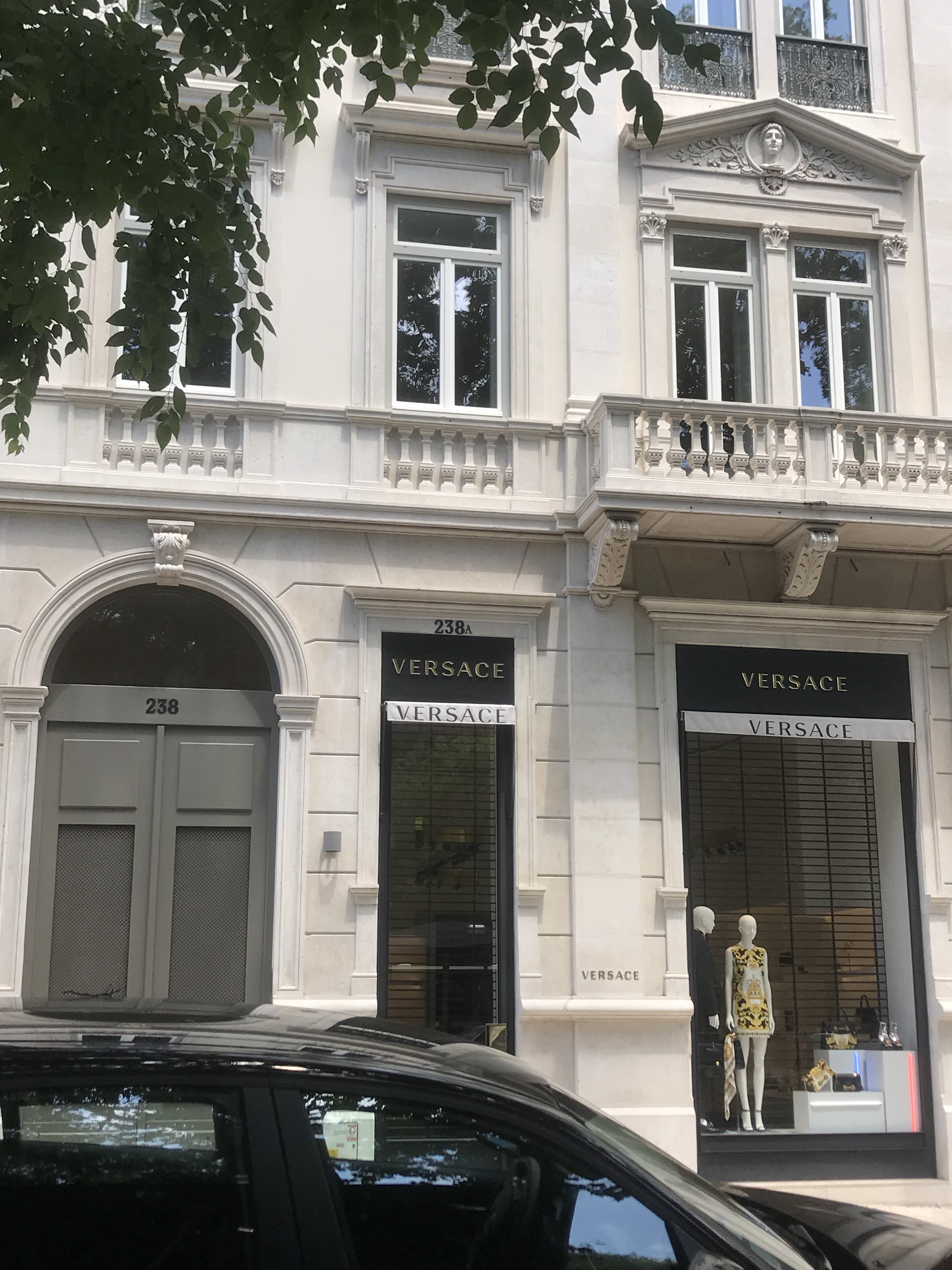
Loja Versace na Avenida da Liberdade, Lisboa

## Versace no Brasil
A Versace abriu a sua primeira loja no Brasil em setembro de 1996 em São Paulo, na Rua Bela Cintra (operação franqueada). Ao todo são três lojas na cidade de São Paulo. 
A Versace encerrou suas operações no país no final de 2018  
A marca possuía ao todo nove lojas no Brasil 
- Versace
  - São Paulo - 2 lojas: Shopping Iguatemi Faria Lima (1º andar) / Rua Bela Cintra, 2209 (operação franqueada)
  - Rio de Janeiro - 1 loja: Shopping Village Mall

- Versace Collection
  - São Paulo - 1 loja: Shopping Cidade Jardim (Piso 1)
  - Rio de Janeiro - 1 loja: Shopping Leblon
  - Recife - 1 loja: RioMar Shopping
  - Curitiba - 1 loja: Shopping Pátio Batel
  - Salvador - 1 loja: Salvador Shopping

- Versus Versace
  - Fortaleza - 1 loja: RioMar Shopping

## Versace em Portugal

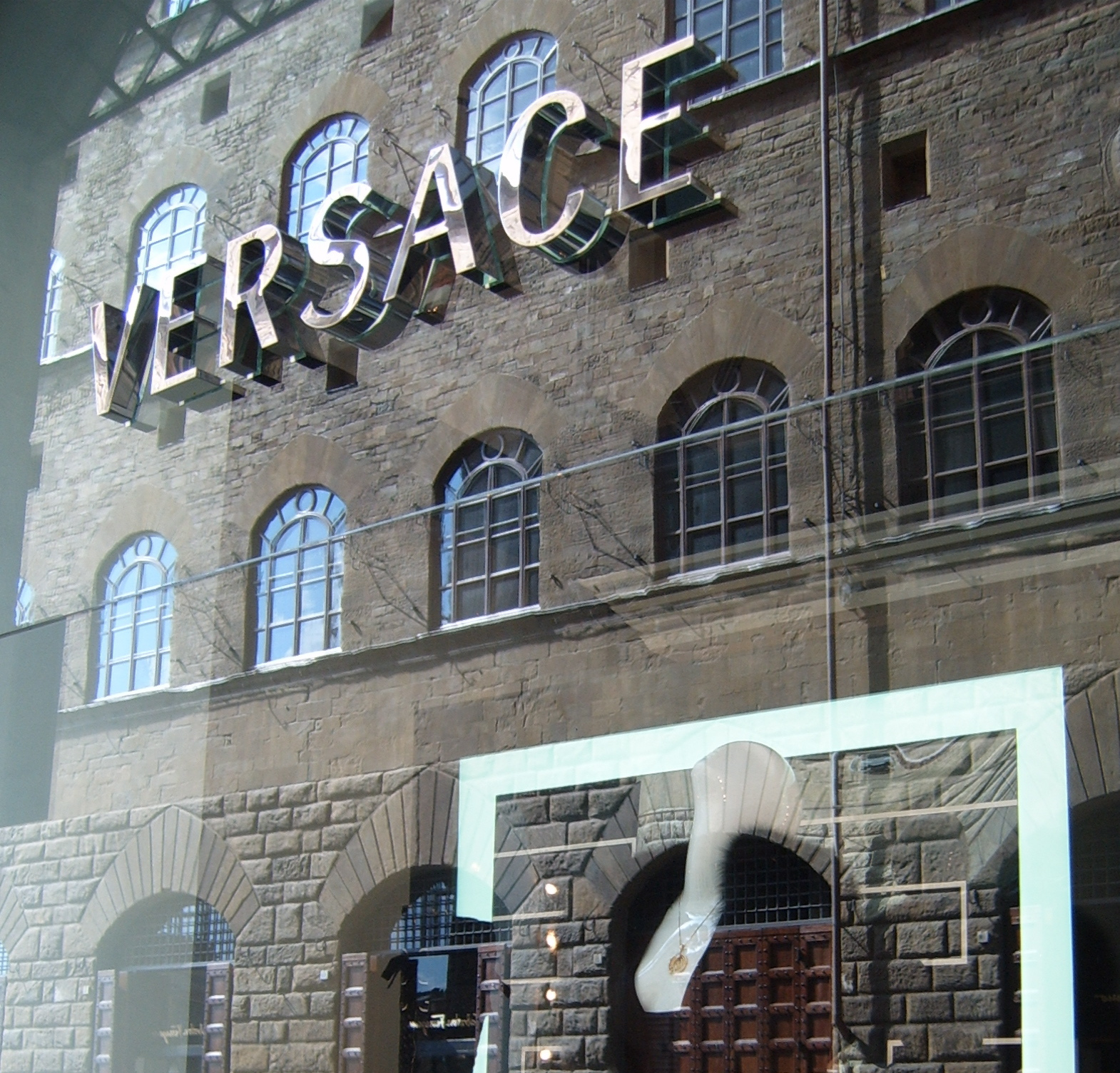
Fachada da loja da Versace em Florença

Versace abriu em Lisboa a sua primeira loja própria no início dos anos 90, no famoso bairro do Chiado. Desde então houve várias mudanças de lojas em Portugal.
Atualmente a sua principal flagship store é na Avenida da Liberdade, em Lisboa.